# Virgin Atlantic Airways
Virgin Atlantic és una de les aerolínies de Richard Branson propietari de Virgin Group. Duu a terme vols continentals des de Londres cap a Amèrica del nord, el Carib, Àfrica, Orient Mitjà, Àsia i Austràlia.

## Història
El 1982 va començar vols des del Regne Unit cap a les illes Malvines. Richard Branson va comprar la aerolínia el 1984, va començar els vols cap a Nord-amèrica el 22 de juny amb un Boeing 747-200.

## Característiques
L'aerolínia té tres classes: Econòmic, Econòmic Premium i Primera Classe.
- Econòmic Premium proporciona seients més grans amb més espai per a les cames que la classe Econòmica, i la benvinguda amb una copa de cava.
- Primera classe oferix un servei complementari, una limusina per a dur a aquests passatgers a l'aeroport, i solament està disponible als aeroports anglesos, fins i tot si aquests passatgers compten amb Virgin's clubhouse lounge, poden gaudir d'un servei de massatges tant a bord com en els aeroports Heathrow i Gatwick. També ofereix serveis personals als passatgers de les tres classes.

Virgin Atlantic va ser una de les primeres aerolínies que va incorporar pantalles de TV personals en la part del darrere dels seients i va començar a equipar els seus avions amb una tecnologia Àudio/Vídeo en demanda (AVED) anomenada V:Port. El sistema V:Port permet triar entre 50 pel·lícules promocionals, 60 cd's d'Àudio, i aproximadament 200 hores de programes de televisió i videojocs per a reptar a altres passatgers de l'avió.

## Flota

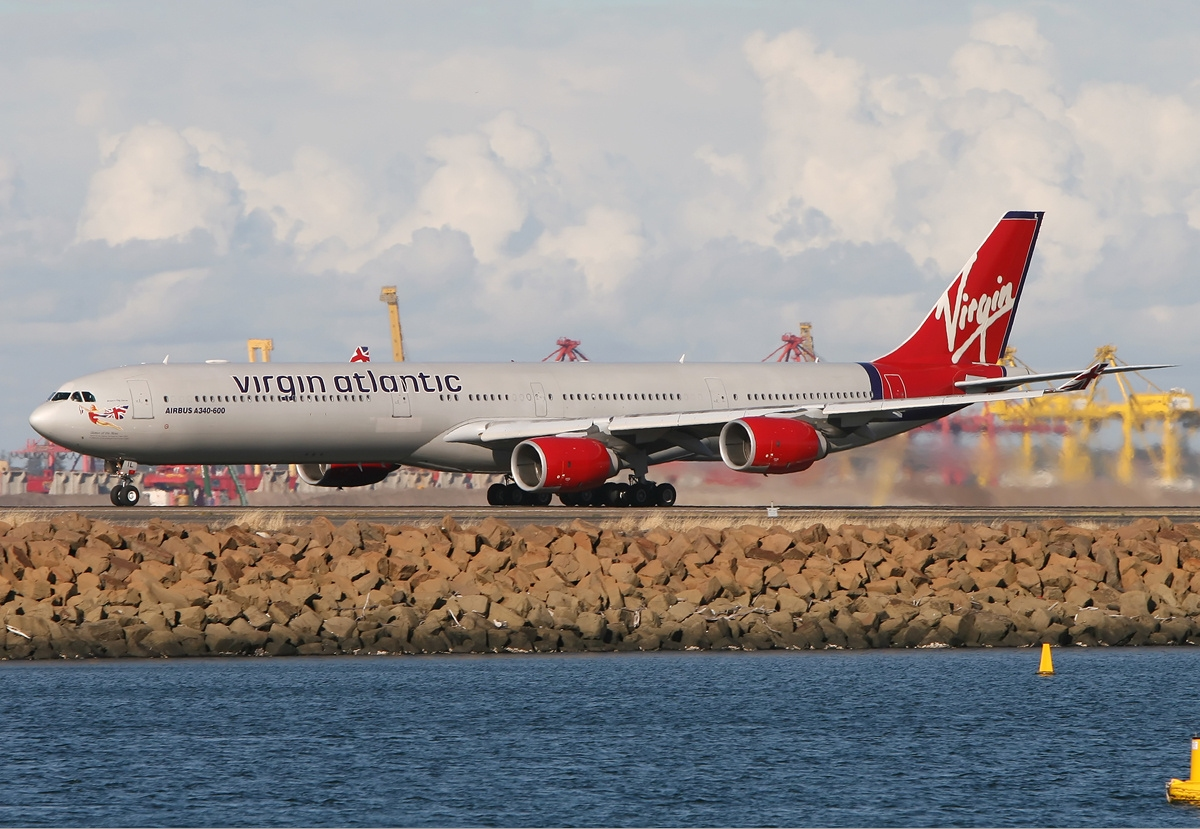
Airbus A340-600.

La flota d'avions de Virgin Atlantic Airways Ltd. a Maig 2020 consta de:
| Avions             | En servei | Encarregats | Passatgers | Passatgers | Passatgers | Passatgers | Passatgers | Notes                                                                |
| Avions             | En servei | Encarregats | J          | W          | Y          | Total      | Refs       | Notes                                                                |
| ------------------ | --------- | ----------- | ---------- | ---------- | ---------- | ---------- | ---------- | -------------------------------------------------------------------- |
| Airbus A330-200    | 4         | —           | 19         | 35         | 212        | 266        | [ 3 ]      | Seran substituïts pels Airbus A330-900neo                            |
| Airbus A330-300    | 10        | —           | 31         | 48         | 185        | 264        | [ 4 ]      | Seran substituïts pels Airbus A330-900neo                            |
| Airbus A330-900neo | —         | 14          | Pendent    | Pendent    | Pendent    | Pendent    | Pendent    | Encarregats, amb 6 addicionals com a opció Entregues de 2021 al 2024 |
| Airbus A350-1000   | 4         | 8           | 44         | 56         | 235        | 335        | [ 6 ]      |                                                                      |
| Boeing 787-9       | 17        | —           | 31         | 35         | 198        | 264        | [ 7 ]      |                                                                      |
| Total              | 35        | 22          |            |            |            |            |            |                                                                      |

El maig de 2020, degut a la crisi al sector causada per la pandèmica del Covid-19, la direcció de Virgin Atlantic va decidir retirar de forma anticipada el 7 avions Boeing 747-400 de la seva flota.